# Michel Barba
Pour les articles homonymes, voir Barba (homonymie).
Michel Barba, né le 15 août 1925 à Sainte-Maxime et mort le 21 août 1991 dans la même ville, est un industriel et essayiste français.

## Biographie
Fils d’Adrien Barba, ingénieur, Michel Barba est un ancien élève de l’École polytechnique.
Il fut le président du constructeur de matériels et d'engins de travaux-publics Richier jusqu'à son rachat par Ford.
De 1976 à sa mort, il préside l'Agence nationale pour le développement de la productivité appliquée à l'industrie (ADEPA).
Marié, trois enfants, il parlait couramment le russe.

## Écrits
- « Automation - erreurs et réalité », Diagrammes, no 134,‎ avril 1968
- Les PDG, illustré par Sempé, 1968
- Les cancres du management, 1971
- Il faut stopper les Japonais d'Efimov, traduit et adapté du russe par Michel Barba, 1974
- Un cadre surgelé, roman, 1984
- La révolution productique, préface de Michel Rachline, 1987

## Sources
- Michel Barba apparaît dans le film La voix de son maître (1978) de Gérard Mordillat et Nicolas Philibert.